# Accidente del C-130 de la Fuerza Aérea de Nigeria en 1992
El 26 de septiembre de 1992, un Lockheed C-130H Hercules de la Fuerza Aérea Nigeriana se estrelló tres minutos después del despegue de Lagos, Nigeria. Las 159 personas a bordo murieron, incluidos 8 extranjeros. La aeronave despegaba con gran peso y fallaron tres motores. La aeronave tenía el número de serie 911.
Algunos informes afirman que había 163 a bordo, otros 174 o incluso 200, incluidos algunos civiles no identificados y posibles militares que hicieron autostop. En cualquier caso, se confirmó la muerte de un total de 151 oficiales militares nigerianos, 5 ghaneses, 1 tanzano, 1 zimbabuense y 1 ugandés.
Es el segundo peor desastre aéreo en suelo nigeriano junto con el vuelo 992 de Dana Air ya que en ambos casos dejaron las mismas cifras, y en su momento era el peor accidente aéreo de 1992, sin embargo fue superado 2 días después por el vuelo 268 de PIA al sur de Katmandú.

## Accidente
Se suponía que el avión transportaría a un grupo de personal militar de Lagos a Kaduna y Jos. Anteriormente, el torneo anual de squash se llevó a cabo en la ciudad de Ikeja, y ahora los participantes y fanáticos estaban regresando. Se suponía que el avión volaría cadetes de los cursos 19, 20 y 21 de la Academia Militar de Nigeria (Academia de Defensa de Nigeria) y varios oficiales del año 18, así como varios representantes de otros países. Se suponía que el vuelo se realizaría el viernes 25 de septiembre, pero se retrasó un día debido a problemas con uno de los motores. En la mañana del 26 de septiembre, el vuelo se retrasó por la misma razón. En este sentido, muchos cadetes prefirieron viajar de otras maneras.
Cuando se resolvieron todos los problemas, comenzó el abordaje. El comandante de la tripulación era John Aparenkume, embarcaron un total de 159 personas, con la mayoría de los asientos sin cinturones de seguridad. Después de autorizar el despegue a las 17:32, el C-130 comenzó a acelerar por la pista en un crepúsculo cada vez más denso y con tiempo despejado. Cuando despegó de la pista, el asistente del comandante informó al controlador de tránsito aéreo sobre la falla del motor. El controlador de tránsito aéreo dio permiso para regresar al aeropuerto. Durante el viraje, otro motor falló, por lo que los pilotos decidieron realizar un aterrizaje de emergencia en el Canal Ejigbo, giró el avión en el curso deseado. En ese momento, el tercer motor falló. El avión bajó bruscamente la nariz y a las 17:35 se estrelló contra un pantano en la orilla del canal, el avión del ala derecha y la sección de la cola fueron arrancados por el impacto.
Aunque el controlador de tráfico aéreo sabía sobre los problemas en el avión y notificó al jefe del aeropuerto de Lagos al respecto, pero debido a un malentendido, inicialmente se decidió que era un avión pequeño. Cuando se supo que el desastre había ocurrido en un pantano, y debido a la aparición de la oscuridad, la búsqueda se pospuso hasta la mañana siguiente. Cuando los servicios de emergencia llegaron al lugar del accidente, no encontraron a un solo sobreviviente. Debido al desbordamiento de la aeronave, muchos murieron en la estampida que se suscitó tras el impacto, o se ahogaron. Inicialmente no se conocía el número exacto de muertos, ya que el avión estaba muy enterrado en el suelo y muchos cuerpos quedaron destrozados en varios pedazos tras el impacto. En el primer día de búsqueda, solo se encontraron 27 cuerpos. Se sabe que en el aeropuerto se han acumulado 168 cadetes, pero tras el retraso en la salida, muchos optaron por otras vías para llegar a Kaduna. A bordo también viajaba personal militar extranjero. Algunos informes indican 163 muertos, otros 174; los periódicos individuales informaron incluso de unos 200 muertos. Se determinó de manera confiable que había 151 ciudadanos de Nigeria, 5 ciudadanos de Ghana y 1 de cada uno de Zimbabue, Tanzania y Uganda (oficial militar) a bordo, es decir, 159 personas murieron. Este es el accidente más grande que involucra a un C-130 y en el momento de los hechos fue el accidente más grande del mundo de un avión turbohélice, para 2020, el segundo (después del accidente An-32 en Kinshasa, 237 muertes). A partir de 2020, este es el tercer desastre aéreo más grande en Nigeria.